# 心がポキッとね
『心がポキッとね』（こころがポキッとね）は、2015年4月8日から6月10日まで毎週水曜日22:00 - 22:54に、フジテレビ系の「水曜10時」枠で放送された日本のテレビドラマ。主演の阿部サダヲは、フジテレビ系2011年4月期の『マルモのおきて』以来4年ぶりの連続ドラマ主演となる。
岡田惠和によるオリジナル脚本で、心が病んだ大人たち4人を軸としたラブコメディ。

## ストーリー
小島春太はアンティーク家具店で家具の修理を担当している40歳。以前勤めていた大手企業を突然退社し、仕事も家庭も失い、ホームレス生活に明け暮れていた。そんな中、春太はアンティーク家具店のオーナー・大竹心に拾われて再起を図る。

## キャスト

### 主要キャスト
小島 春太（こじま はるた）〈40〉
演 - 阿部サダヲ
このドラマの主人公。以前は大企業でやり手のビジネスマンとして営業成績も良く、バリバリ仕事をしていたが、オーバーワークから心身が病んだことで、最終的に仕事と家庭を失ってしまう。その後、アンティーク家具店「リオ ボニート」で家具修理を担当している。
葉山 みやこ（はやま みやこ）〈26〉
演 - 水原希子
惚れた男性には一直線のストーカー体質の女性。勤めた会社やバイトをクビになってしまい、現在は無職。心に想いを寄せている。
大竹 心（おおたけ しん）〈38〉
演 - 藤木直人
アンティーク家具店「リオ ボニート」のオーナー。すべてを失った春太を拾った張本人で、春太にとっては恩人の存在。現在は静と付き合っている。
鴨田 静（かもだ しずか）〈45〉
演 - 山口智子
空間デザイナー。春太の元妻で、春太のDVにより離婚している。

### アンティーク家具店「リオ ボニート」関係者
糸山 扶美
演 - 徳永えり
世話好きな店員。困っている人を見るとほっておけない性格で、「春太のことは自分が面倒を見なくてはならない」と思い込んでいる。みやことは高校の同級生。
富田 涼
演 - 永瀬匡
チャラ男で能天気な性格の店員。心に対しては密かに尊敬をしている。
庄司 加代子
演 - 池津祥子
仕事にあまりやる気がないパート店員。春太には極力関わりたくないと思っている。

### その他
牧野 江里子
演 - 山下リオ
みやこの元彼に想いを寄せている女性。彼が自分に振り向いてくれないのはみやこのせいだと思い込み、つきまとって神出鬼没に現れるストーカーと化している。
白神
演 - 山西惇
白神メンタルクリニックの所長でありカウンセラー。

### ゲスト
第6話
- 波野 栞（静の大学の同級生で空間デザイナー） - 渡辺美奈代

第7話
- 野村 郁子（春太の元同僚。春太のパワハラにより退職を余儀なくされた） - 岡本玲

第8話
- 久江（春太の母） - 市毛良枝
- マリ（心の母） - 烏丸せつこ

第10話
- 超特急（本人役）

## スタッフ
- 脚本 - 岡田惠和
- 音楽 - 瀬川英史
- 主題歌 - 星野源「SUN」（スピードスターレコーズ）
- 編成企画 - 若松央樹、野崎理（フジテレビ）
- プロデューサー - 森安彩（共同テレビ）
- 演出 - 宮本理江子（フジテレビ）、都築淳一（共同テレビ）、宮脇亮
- 制作 - フジテレビ
- 制作著作 - 共同テレビ

## 放送日程
| 放送回                                                    | 放送日  | サブタイトル                                               | 演出       | 視聴率 |
| --------------------------------------------------------- | ------- | ---------------------------------------------------------- | ---------- | ------ |
| 第1話                                                     | 4月08日 | 恋も、人生も、こじらせています。この四角関係はめんどくさい | 宮本理江子 | 10.4%  |
| 第2話                                                     | 4月15日 | この生活、キツ過ぎません？究極に面倒くさい恋の行方とは！   | 宮本理江子 | 07.5%  |
| 第3話                                                     | 4月22日 | 恋は苦手な上にどうなるバレた元夫婦！                       | 都築淳一   | 07.5%  |
| 第4話                                                     | 4月29日 | 一人にしないで…。おかしな関係崩壊！                        | 都築淳一   | 07.8%  |
| 第5話                                                     | 5月06日 | 結婚しよ！大人は病んでからが面白い！                       | 宮脇亮     | 05.3%  |
| 第6話                                                     | 5月13日 | おかえり恋する俺!! 嵐を呼ぶダブルキス                      | 宮本理江子 | 06.1%  |
| 第7話                                                     | 5月20日 | さよなら間違いだらけの恋！涙のワケは                       | 都築淳一   | 05.2%  |
| 第8話                                                     | 5月27日 | 母＆母登場で板挟み 動く恋心と結婚話!?                      | 宮脇亮     | 05.1%  |
| 第9話                                                     | 6月03日 | まさかの決断!? 四角関係フィナーレへ！                      | 都築淳一   | 05.3%  |
| 最終話                                                    | 6月10日 | こじれた恋がついに決着！最後の叫び！                       | 宮本理江子 | 05.7%  |
| 平均視聴率 6.6%（視聴率は関東地区・ビデオリサーチ社調べ） |         |                                                            |            |        |